# لاك بوابوسكاش (كيبك)
لاك بوابوسكاش (بالإنجليزية: Lac-Boisbouscache, Quebec)‏ هي منطقة سكنية تقع في كندا في Les Basques Regional County Municipality. يقدر عدد سكانها بـ 0 نسمة ومساحتها 101.80 كم2 .